# Сикстинска капела
Сикстинска капела (итал. Cappella Sistina) је најпознатија капела у Апостолској палати, званичној резиденцији папа у Ватикану. Чувена је по својој архитектури и фреско декорацији коју су радили највећи мајстори ренесансе: Микеланђело, Рафаел, Бернини и Ботичели. Под патронатом папе Јулија II, Микеланђело је од 1508. до 1512. осликао 1100 m² таванице Сикстинске капеле. Данас се она сматра Микеланђеловим најзначајнијим сликарским достигнућем.
Капела је добила име по папи Сиксту IV, који је рестаурирао стару Велику капелу између 1477. и 1480. Током ове рестаурације Пјетро Перуђино, Сандро Ботичели и Доменико Гирландајо су насликали низ фресака које описују Мојсијев и Христов живот.
Друго значење је збор од 32 певача цркве св. Петра у Риму (на италијанском: Il Collegio dei Capelloni Cantori della Cappella Pontificia) који пева при папином богослужју. Развио се из Schole cantorum папе Гргура Великог у 6. веку, а у данашњем га је облику уредио папа Сиксто IV. (друга половина 15. века). Назив је добио управо по Сикстинској капели саграђеној за његовог понтификата.

## Слике Сикстинске капеле

### Фреске на зидовима
Сликарске декорације започете 1481. године су претвориле ту строгу, готово огуљену капелу, у драгоцену пинакотеку италијанског ренесансног сликарства 15. и 16. века. Већ је сам папа Сиксто IV поверио неколицини најбољих сликара из тог доба, као што су били Перуђино, Ботичели, Гирландајо i Козимо Росели, израду паралелних призора из Старог и Новог завета који се сучељавају на средишњем појасу два зида. Те прве фреске паралелно на бочним зидовима представљају Мојсијев живот с једне стране и Христов живот с друге.
Готово свака четворина може се повезати с паралелном на другој страни. Веома их је занимљиво успоређивати гледајући наизменично на једну и другу страну. Тако Мојсијев пут у Египат, који се приписује Пинтуричију, на супротној страни одговара Исусово крштење које је засигурно насликао Пинтуричио. Поред класичних хришћанских симбола у позадини, у долини су видљиви римски споменици.
Следе Ботичелијеви радови: у старозаветном низу слева Мојсије с Јетровим кћерима, а у еванђеоскоме здесна Бичевање Исуса и Оздрављење губавца.
На реду су Прелаз кроз Црвено Море, рад Козима Роселија који алегоријски велича велику победу папинских трупа Сикста IV против Наполитанаца у Кампомарту (1482) на страни посвећеној Старом завету, а насупрот Позив првим апостолима, рад Микеланђеловог учитеља Гирландаја.
Потом Роселијева Предаја плоча Савеза, које је Мојсије сломио видевши да израелски народ обиграва око златног телета обожавајући га, с једне стране, а Говор на гори с друге стране.
На реду је опет Ботичели с библијским догађајем: Корах, Датан и Абирам, а насупрот је Рафаелов учитељ Перуђино насликао Предају кључева св. Петру.
Крајња бочна фреска слева приказује Мојсијев благослов и смрт, рад Луке Сињорелија, док је здесна Козимо Росели остварио једно од својих најуспешнијих дела, Последњу вечеру.
Та два низа фресака завршавају онде где би теоретски била улазна врата, насупрот главном олтару. Ту је Сињорели за старозаветни низ насликао Препирку око Мојсијевог тела. Задњи догађај из Еванђеља је Христово ускрснуће које је изворно насликао Гирландајо. Те две фреске су нажалост, уништене урушавањем зида 1522. године. Кад је зид обновљен те су фреске поново насликала два скромна представника Маниризма: Хендрик ван дер Боек и Матео Перез.
Канторија и балустрада драгоцени су радови које су израдили мајстори Мино да Фезоле и Иван Дунковић.

### Свод Сикстинске капеле
Јулије II, увек жељан нових потхвата, наручио је 1508. од младог Микеланђела да ослика свод Сикстинске капеле. Тај големи рад остварен на подлози изворно обојеној у плаво са златним звездама започет је у мају 1508, а довршен на Дан мртвих 1512, двадесет и три године пре него је почео да слика Последњи суд.
Објективне потешкоће услед пространости (површини од готово 800 м²) и огољености сводне површине Микеланђело је бриљантно свладао изумом који открива сву сложеност његовог генија. Он је изнад стварних архитектонских елемената поставио осликану архитектонску структуру која је, запањујућим тродимензионалним ефектима, сместила различите фигуративне теме.
Рад на осликавању свода открива да је поред сликарства и кипарства Микеланђело био и револуционарни архитекта. Пророци, сибиле и сви други ликови представљају остварења великог уметника који је знао да на изванредан начин споји сликарство, кипарство и архитектуру, искористивши посебно поимање свода за динамично уклапање импозантних ликова у призоре.
У сложену композицију уклопио је низ од девет четворки с Причама о постанку које се нижу хронолошким редом, од главног олтара према зиду главног улаза. Девет различитих четворки приказују ове мотиве:
1. Раздвајање светла од таме.
2. Стварање Сунца и Месеца.
3. Стварање стабала и биљака.
4. Стварање човека – ова слика је средишњи призор циклуса и положајем и са сликарског стајалишта. Довољна би била само та фреска да учини овог аутора бесмртним. Уметник изражава узвишен чин стварање једноставним додиром вршкова прстију кроз које као да пролази прави и истински набој животне снаге од Створитеља Адаму.
5. Стварање Еве.
6. Источни грех – призор подељен на два дијела стаблом око којега се омата змија с попрсјем жене, која окренута улево позива Адама и Еву да уберу забрањено воће. Здесна је приказана, у узрочно-последичном односу, драма изгона из Раја.
7. Ноина жртва – Призор којим се слави захвалност након катастрофе хронолошки је требала стајати иза следеће четвртине.
8. Општи потоп је корална слика претрпана ликовима и догађајима.
9. Ноино пијанство – фреска која нотом горког песимизма о беди људске нарави закључује снажан циклус на своду.

Пророци и Сибиле у троугаоним просторима где се свод закривљује највећи су ликови тог монументалног дела. Сви су у седећем положају окружени анђелима и анђелчићима. Приказани су: Јона, Либијска сибила, Данило, Куманска сибила, Исаија, Делфијска сибила, Захарије, Јоил, Еритрејска сибила, Језекиљ, Персијска сибила и Јеремија.
Средишње четворине свода међусобно су одељене познатим микеланђеловским голим ликовима. У лунетама изнад прозора и троугластим пандантивима приказани су Христови преци, а у четири угаона панданта насликани су старозаветни призори, необично драматични, везани уз спасење Израелског народа.
Са страна главног олтара слева се види Аманово кажњавање, сдесна Бронзана змија, а на супротном зиду Давид и Голијат слева а Јудита и Холоферно здесна.

### Олтарска фреска Последњег суда
Otkako je Miкelangelo započeo да ukrašava svod, pa sve do ostvarenja Poslednjeg suda na zidu glavnog oltara prošle su dobre 23 godine, razdoblje u kojem je luteranska reforma preobrazila hrišćanski svet a Rim pretrpio najstrašnije pljačkaško haranje u svojoj историји.
Последњи суд на западном зиду, иза олтара, је јединствено, величанствено и непоновљиво дело, што осваја и доминира сјајном одважношћу стваратеља који је ту пренео сву своју снагу. Место где се сажима Божанствена комедија и где питорескно експлодира „Dies irae”, Микеланђело је започео 1535, на захтев папе Папа Павле III, а завршио 1541.
Триста ликова испуњава нацрт запањујуће доследности и јасноће, где је простор организован као истинска архитектура ликова. Величанственим призором доминира лик Христа, неумољива Сунца, уздигнуте деснице, у знак осуде. Богородица уз његов бок представља увек живу везу између Христа и човечанства. Остали ликови суда су пророци, апостоли и мученици. (Микеланђела је занимало све што је необично или „друкчије”, те је свој искривљен и изобличен аутопортрет насликао скривен у огуљеној кожи што је мученик, св. Бартоломеј држи у руци.) С десна Мојсију су изабрани, с лева осуђени. На небу су, у лунетама, сврстани анђели с предметима којима је мучен Христ. У дну лево је призор ускрснућа мртвих: група анђела у средини, носећи судњу књигу, дувају у трубе, док из откривених гробова устају мртви да би се окупили у Јошафатској долини. И док се добри уздижу у Небо праћени немоћним бесом демона, зли су сурвани у бездан, где их чека Харон с лађом и Минос, паклени судија.
На женске црте Последњег суда морао је утицати лик предивне песникиње Vitorije Кolone, prema kojoj je Mикelanђelo gajio strastvene osećaje.
Одмах након довршења почеле су мање слободоумне папе да захтевају да се „најсрамотнија” и „најстиднија” места на фресци пресликају тканинама, па су духовити Италијани сликаре који су то радили, попут Даниела де Волтера, назвали braghettone (сликар гаћа, гаћар). Занимљиво је, да се ни у 20. веку, при рестаурацији фресака, ипак нису усудили скинути све „крпице” са „стидних места”.